# George Healis
George Healis (anglès: George Albert Healis)  (Filadèlfia, 3 de juny de 1906 - Fort Lauderdale, 6 de desembre de 1990) fou un remer estatunidenc que va competir durant la dècada de 1920.
El 1928 va prendre part en els Jocs Olímpics d'Amsterdam, on disputà la prova del quatre sense timoner del programa de rem. Formant equip amb Charles Karle, William Miller i Ernest Bayer guanyà la medalla de plata.